# Таїров Микола Христофорович
Микола Христофорович Таїров (7 квітня 1916, Тифліс — 5 травня 1993) — український радянський графік і педагог; член Спілки художників СРСР з 1948 року та Спілки радянських художників України.

## Біографія
Народився 7 квітня 1916 року в місті Тифлісі (нині Тбілісі, Грузія). Протягом 1938—1942 років навчався на графічному факультеті у Тбіліській академії мистецтв в класі Євгена Лансере.
Брав участь у німецько-радянській війні. У складі 51-ї армії брав участь у вигнанні нацистських окупантів з Криму. Нагороджений медаллю «За оборону Кавказу», орденом Вітчизняної війни II ступеня (21 лютого 1987).
У повоєнний час жив і працював у Сімферополі, де у 1947 році працював художником у Будинку офіцерів; у 1947—1950 роках викладав у Сімферопольському художньому училищі. У 1970-ті роки обіймав посаду голови художньої ради Кримського художньо-виробничого комбінату художнього фонду УРСР. Був членом КПРС.
Мешкав у Сімферополі в будинку на вулиці Беспалова, № 95. Помер 5 травня 1993 року.

## Творчість
Працював у галузях станкової і книжкової графіки. Серед робіт:
- графічні серії: «Камиш-Бурун» (1960); «Севастополь» (1962);

ілюстрації до книг
- «Оповідання» Льва Толстого (1950);
- «Людина з місяця» Ади Чумаченко (1952);
- «Мурка-Бурка» Івана Франка (1955);
- «Лікар Айболить» Корнія Чуковського (1957);
- «Зелена рибка» Святослава Сахарнова (1958).

Спільно з Еммануїлом Грабовецьким та іншими художниками виконав ілюстрації до збірки віршів, пісень, оповідань і казок «Малятко», укладеної Олександром Чухіним у 1960 році для дітей дошкільного віку.